# Stockholms Allmänna Fäktförening
Stockholms Allmänna Fäktförening (SAF) grundades i Östra Reals omklädningsrum av Erik Törnblad och Uno Thulin den 5 december 1921. Initialt var föreningens namn Ungdomens Fäktförening.
Under klubbens första 50 år bedrevs verksamheten i Stockholms innerstad. På 1970-talet flyttades verksamheten till Veterinärhögskolans nedlagda lokaler, nära Roslagstull. 2018 flyttade verksamheten till Hagalund, Solna kommun och i samband med flytten ändrades klubbens namn till SAF Fäktförening.

## Meriter
- SM i lagflorett, herrar (21): 1936, 1937, 1938, 1940, 1941, 1942, 1943, 1944, 1945, 1946, 1948, 1949, 1950, 1952, 1953, 1954, 1955, 1956, 1959, 1970, 1971[3]
- SM i lagvärja, damer (4): 2002, 2003, 2004, 2005[4]
- SM i lagvärja, herrar (18): 1945, 1946, 1947, 1948, 1950, 1951, 1954, 1955, 1956, 1957, 1958, 1962, 1985, 1986, 1991, 1994, 2001, 2002[5]
- SM i lagsabel, herrar (5): 1934, 1935, 1943, 1945, 1952[6]